# Tritonoharpa indoceana
Tritonoharpa indoceana là một loài ốc biển, là động vật thân mềm chân bụng sống ở biển trong họ Cancellariidae.